# Parque Santa Rosa
El Parque Santa Rosa (en inglés: Santa Rosa Park) es una pista de carreras de caballos de pura sangre en la localidad de Arima, en el país caribeño de Trinidad y Tobago. Actualmente es la única pista de carreras en ese territorio y alberga todas las principales competiciones de Trinidad, incluyendo el derbi The Royal Oak, Guineas, la Copa del Presidente (President's Cup) y el Clásico de mitad del Verano (Midsummer Classic).